# Norman Morrison
Norman Morrison (Erie, 1933. december 29. – Pentagon, 1965. november 2.)  amerikai kvéker férfi volt, aki a vietnámi háború elleni tiltakozásul benzinnel leöntötte, majd felgyújtotta magát az amerikai hadügyminisztérium, a Pentagon épülete előtt.

## Élete
Norman Morrison 1952 és 1956 között az ohiói Wooster-főiskolán teológiát tanult, majd Pittsburgh-ben folytatta vallási tanulmányait. Eztuán az edinburghi egyetemen tanult, majd Európában és a Közel-Keleten utazgatott. Később visszatért Pittsburgh-be, ahol 1959-ben alapdiplomát szerzett. Ebben az évben csatlakozott a kvékerekhez, és a New Yorkhoz közei Charlotte-ba költözött, ahol a helyi kvéker közösség titkáraként tevékenykedett. 1962-ben családjával Baltimore-ba költözött, ahol vallásos találkozókat szervezett.

## Halála
Morrison felesége úgy emlékezett vissza, hogy férje halálának napján megvitattak egy cikket, amely arról szólt, hogy gyerekek haltak meg egy vietnámi falu bombázásában. Ezután a nő elvitte két idősebb gyereküket – Bent és Christinát – az iskolába, a férje pedig otthon maradt egyéves lányukkal, Emilyvel. Amikor a nő hazatért, egyikük sem volt otthon. Este egy riportertől tudta meg, mi történt férjével, amikor az arról kérdezte, mi a véleménye Norman Morrison tiltakozásáról. Nem sokkal később egy orvos hívta a Pentagon kórházából, és közölte, hogy férje belehalt égési sérüléseibe. Emily szintén a kórházban volt; neki nem esett baja.
Norman Morrison Robert McNamara védelmi miniszter irodájához közel gyújtotta fel magát, aki látta is a tragikus eseményt. 
Morrison feleségének írt búcsúlevelében az állt: azért áldozza fel magát, hogy többé ne kelljen vietnámi gyerekeknek meghalniuk.
Halálát az észak-vietnámiak Amerika-ellenes kampányukban használták fel. Hanoiban utcát neveztek el róla, és kiadtak egy bélyeget az arcképével. Tố Hữu, a költő verset írt az eseményről. 1999-ben Morrison özvegye Vietnámba látogatott. Ezután két könyvet jelentetett meg férje tiltakozó akciójáról, illetve családjáról.